# Пенягіно (платформа)
Пеня́гіно (рос. Пенягино) — зупинний пункт/пасажирська платформа Ризького напрямку МЗ, у складі лінії МЦД-2. Розташована у Красногорську. Побудована між станціями Волоколамська та Павшино в рамках організації Московських центральних діаметрів. Відкрита для пасажирів 24 листопада 2019 року. Назву отримала за колишнім селом Пенягіно Красногорського району (з 1984 р. у межі м. Москва).

## Опис
Зупинний пункт має одну високу острівну платформу. Платформу та пішохідний міст сполучає ліфт і ескалатор, поки не введені в експлуатацію. На критому пішохідному мосту знаходиться касовий зал. Вихід в сторону Павшинської Заплави, до багатоповерхових будинків, проходить по пішохідному мосту через шосе, і ні ліфтом, ні ескалатором не обладнаний.
На станції будують вихід на північну сторону, до Пенягінського кладовища та Пенягінського шосе.